# Кочережки
Кочере́жки — село в Україні, у Вербківській сільській громаді Павлоградського району Дніпропетровщини. Населення згідно перепису 2001 року складало 1670 осіб. Село розташовано на правому березі Самари за 31 км від районного центру.

## Географія

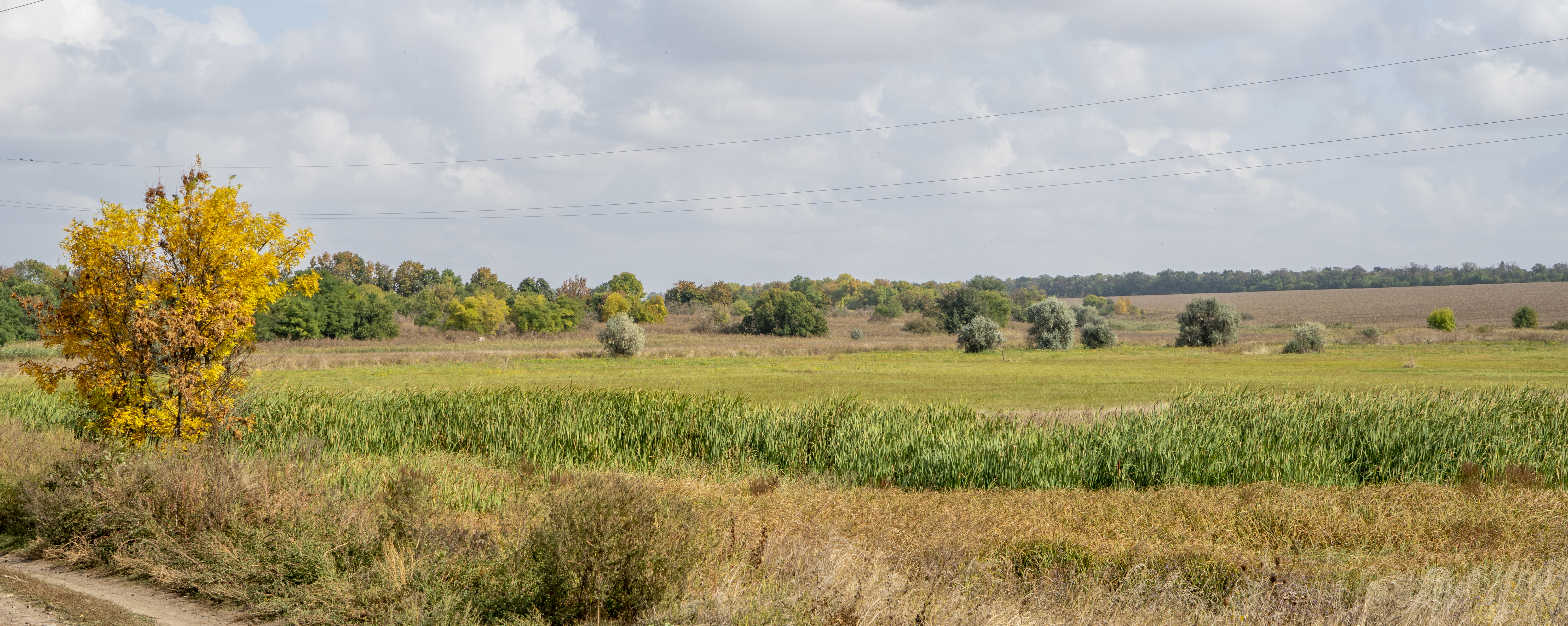
Краєвиди поруч з селом у В'язівоцькому заказнику

Село Кочережки знаходиться на правому березі Самари, вище за течією на відстані 1,5 км розташоване село В'язівок, нижче за течією на відстані 2 км розташоване село Підлісне, на протилежному березі — лісовий масив урочище Мищіна Роща (сосна). Біля села розташовані заболочені озера Лиман Великий і Лиман-Помецький. Через село проходить автомобільна дорога Т 0422.

## Назва
У 1992 р. назву села Кочеріжки було змінено на одну літеру.

## Походження назви
Стосовно назви села Кочережки існують дві версії. Одна з них говорить про те, що назва села походить від річки Самара, русло якої навпроти центру села робить вигин у вигляді кочерги, а одна з місцевих пересихаючих річок носить назву Кочерга. Інша версія пов'язує назву села з її легендарним засновником Іваном Кочергою — козаком-запорожцем, що заснував поселення.

## Населення

### Мова
Розподіл населення за рідною мовою за даними перепису 2001 року:
| Мова            | Кількість | Відсоток |
| --------------- | --------- | -------- |
| українська      | 1578      | 94.49%   |
| російська       | 79        | 4.73%    |
| білоруська      | 1         | 0.06%    |
| вірменська      | 1         | 0.06%    |
| румунська       | 1         | 0.06%    |
| інші/не вказали | 10        | 0.60%    |
| Усього          | 1670      | 100%     |

## Історія
За часів козацтва Кочережки були першою після Самарського монастиря вверх по р. Самарі головною пристанню для всіх плаваючих по Дніпру через Самару, Вовчу та Міус в Азовське море. При них був розташований Сергіїв скиток Самарського монастиря, у якому завжди проживало декілька монахів та запорозьких козаків, обов'язком яких було приймати та допомагати всім мандрівникам.  Сама ж слобода(в майбутньому село) була заснована в другій половині XVIII століття, дослідники-краєзнавці вважають, що це був приблизно 1750 рік..
У 1762 році неподалік села побував Кирило Микола́йович Та́рах-Тарло́вський (*1709 — †1784) — український релігійний та громадський діяч. «Друг і добродійник людства». Відомий і історії як Дикий піп, одна з найзагадковіших постатей 18 століття. Він поселився тут тому, що У 1761 році імператриця Єлизавета померла, і Тарловський відразу, пославшись на стан здоров'я, звільнився з усіх посад, але жити залишився у Петербурзі. В часи нетривалого царювання Петра III Кирило був на боці тих, хто підтримував його реформаторську діяльність. А тому коли після арешту і вбивства Петра III імператрицею стала його дружина Катерина II, Тарловський, боячись переслідування, переїхав до Києва. Тут він став ченцем Києво-Печерської лаври. Але спокою за свою безпеку він не відчував. Тому, побоюючись переслідувань, вирішив податися якомога далі. Найбезпечнішим місцем для себе Кирило чомусь обрав дикі присамарські степи, куди і вирушив, щоб остаточно сховатись від цікавих очей. Діставшись Самари, він зупинився неподалік сучасного села Кочережки Павлоградського району у прадавньому лісі, де й перебував наодинці зі своїми думками. Одного разу, коли Кирило, розклавши багаття почав варити собі куліш, перед ним раптом з'явилося двоє вершників. Це були козаки, що поверталися із степу до Січі і шукали безпечну містину для ночівлі. Тарловський поділився із прибулими своєю вечерею, після якої потекла некваплива розмова. Незнайомці були вражені його глибоким знанням святого писання і святих переказів. Не вагаючись, вони запропонували йому їхати з ними до Січі, де він зміг би послужити козакам у січовій церкві.
В 1801 році з села Кочережки виїхало кілька десятків сімей і поселились на території сучасного села Новов'язівське Юр'ївського району, заснувавши там Кочерезькі хутори — назва частини села залишилася і зараз.
Станом на 1886 рік у селі В'язівської волості Павлоградського повіту Катеринославської губернії мешкала 3341 особа, налічувалось 514 дворових господарств, існували православна церква та 2 лавки, відбувались базари по святах.
Початок 20 століття вносить великі зміни в життя селян. Починає знищуватися сільська община, проходить купівля — продаж землі.
В 1904 році в селі проживало 2226 чоловіків та 2050 жінок. Прихожан на 1904 рік в селі було 2276.
Боротьба селян за землю загострилась в 1909 році заможні селяни відмовляють незаможним в оренді їх наділів та не беруть ці наділи на 1 рік на викуп. Вимагаючи продажу землі. В цей же період відбувається створення хутірських господарств. До 1910 року сільським старостою був бідняк Гнат Ведмідь, а в 1911 році його звільняють з цієї посади й обирають старостою Москаленка Миколу — заможного селянина. Волосним суддею був бідняк Рожко Петро. Його заміняють заможним селянином Федоренком Антоном.
На початку 20 ст. селяни — бідняки позбавляються останнього права на освіту своїх дітей. До В'язівського двокласного училища приймаються тільки діти заможних селян. Тому в 1913 році, у селі на кошти жителів села та земства будується школа. Зараз — це приміщення сучасної початкової школи. У школі 6 вчителів та близько 200 учнів.
Українське весілля, с.Кочережки, 1914 р.

### Післяреволюційний період
27 жовтня 1917 року в селі було створено більшовицький революційний загін.
В листопаді 1917 року утворено сільський виконавчий комітет Ради робітничих селянських та солдатських депутатів. Радянська окупація почалася в січні 1918 року.
1922 року в селі Юр'ївським Комітетом комсомолу була утворена комсомольська організація. 1923 року створено кандидатську партійну групу з трьох осіб.
В 1924 році в трьох початкових школах села були утворені піонерські організації. Першим старшим піонервожатим був комсомолець Олійник Петро Харитонович.
В 1924 році створене товариство зі спільної обробки землі, у яке ввійшли 15 родин.
З 1929 по весну 1930 року в селі, та на хуторах починають організовуватися колгоспи. Ось, що про цей період згадується в рукописній історії села: " В селі та на хуторах було створено 8 колгоспів. На території села було — 4: «Червона діброва», «Червоний повстанець», «ім. Косіора», «Трудовик». На території хуторів було створено — 4 колгоспи: «Червона перемога» — на хуторі Жолобок, "ім. Шевченка « — на хуторі Шевченка, „Більшовицький шлях“ — на хуторі Самарському, „10-річчя прокуратури“ — на хуторі Ставки.
В 1929 році відбулася загальна колективізація, представники влади вивозять частину середняків і куркулів в Вологотську область. Відправляли в товарних вагонах пізньої осені з мінімальним зипасом продовольства та речей — тільки те, що можна було взяти у руки. Там їх висаджували в необжитій місцевості, де вони своїми силами будували житло. Деякі з жителів села тікали по дорозі, а потім, через декілька років з'являлись у селі. Хто залишився — насильно забирали реманент, коней і примушували вступати до колгоспу.»
Ось ще один факт про опір частини селян. За селом є балка її називають — Калинова, але не тільки тому, що ростуть кущі калини. Старожили розповідали про те, що в часи колективізації там жила сім'я куркуля — Килини, і коли прийшли його розкуркулювати він відстрілювався цілий день, а на вечір відправив свою сім'ю вистрілявши всі патрони залишив собі останній і застрелився.
Село не оминув голод 1933 року. Як повідомляв у своєму рапорті райздоровінспекор Павлоградського району Щєглов, у с. Кочережки становище з продуктами було катастрофічне — на 48 дітей у місцевому колгоспі видавали 6 рибинок. Тоді в селі Кочережки Павлоградського району померло більше половини людей.
576 жителів села брали участь у Німецько-рядянській війні, з них 53 — отримали урядові нагороди, 326 — загинули. 1954 року споруджено пам'ятник. В 1958 році відкритий пам'ятник 10 радянським воїнам і 15 партизанам, що загинули в бою за село у вересні 1943 року. У Кочерезькому лісі у 1941 діяв загін НКВС під керівництвом Кабака П.К.
1946—1947 — у селі тривав Голодомор, увесь хліб, що було зібрано, з села вивезли.
В 1960-х в Кочережках було дворів — 691. Населення становило 1972 чоловік. Сільраді були підпорядковані сусідні села Жолобок та Підлісне.
За період 1953—1963 років колгоспи села мали великий успіх в розвитку тваринництва. Кількість тварин та їх продуктвність значно зросла. колгоспи значно зміцніли.
Капітальні вкладення сприяли підняттю матеріально-технічної бази колгоспів. Так, в 1958 році колгоспи села купили в державі трактори й комбайни. Колгосп імені Шевченка купив в МТС 26 тракторів, 12 комбайнів, а також за період з 1953 по 1963 рік купив 14 вантажних і 2 легкових автомашини. Колгосп імені Карла Маркса купив в МТС 18 тракторів і 7 комбайнів, крім цього за період з 1953 по 1963 рік купив 14 вантажних автомашин і 2 легкових автомашини. Для колгоспної техніки побудовані хороші приміщення. В колгоспі імен Карла Маркса автогараж на 20 автомобілів, а імені Шевченка на 10. Поряд зі зміцненням матеріально- технічної бази колгоспів, значно підвищується продуктивність праці колгоспників за рахунок механізації процесів виробництва. На збиранні урожаю озимих, кукурудзи, соняшнику майже всі процеси виконують машини. У тваринництві застосовується процес механічного доїння, вичищення гною, роздача кормів. Автомобільний транспорт колгоспів щороку перевозить багато вантажів.
На території Кочережок розташовувалась центральна садиба колгоспу ім. Т. Г. Шевченка, за яким було закріплено 9219,2 га сільськогосподарських угідь, у тому числі 7518,4 га орних земель. Господарство спеціалізувалося на вирощуванні зернових культур. Розвинене було тваринництво м'ясо-молочного напрямку. Діяли підсобні підприємства — млин і маслоробня.
У селі — школа-дитячий садок, де 25 учителів навчали 333 учня, два клуби із залами на 600 місць, три бібліотеки з фондом близько 19 тис. книг, фельдшерсько-акушерський пункт, аптека, два дитячих комбінати на 180 місць, два відділення зв'язку, автоматична телефонна станція, ощадна каса, комбінат побутового обслуговування, 10 магазинів, їдальня.
Три первинні партійні організації поєднували 72 комуніста, три комсомольські — 152 члени ВЛКСМ. Перший партійний осередок створений в 1923, комсомольська — в 1922 році. За трудові успіхи 246 жителів Кочережок нагороджені орденами й медалями СРСР.
У Кочережках було встановлено пам'ятники Карлу Марксу, Леніну й Шевченку (не збереглися).
До 1974 року в селі існувало 2 колгоспи Карла Маркса та Шевченка, вони вкладають кошти на будівництво млина, олійниці, крупорушок. Після об'єднання в один колгосп ім. Шевченка прокладаються асфальтові дороги. Більшість вулиць асфальтовано, 60 %будинків -цегляні, це само говорить про підвищення рівня життя селян. Незважаючи на всі негативні риси життя прогресує, люди з впевненністю дивляться у завтрашній день віддаючи всі сили роботі та підвищенню свого добробуту. Цікавим фактом є продовження соціальної політики закріплення спеціалістів та молоді на селі — будівництво за рахунок колгоспу будинків для колгоспників на свої кошти та субсидії, що давала держава. Так було забудовано окремі квартали в 1, 2, 4, бригадах. Цей колгосп став одним з передових колгоспів в районі. Соціально направлену політику проводив голова колгоспу К.М, Черватюк на закріплення тваринників в колгоспі, їм в першу чергу надавались субсидії на будівництво житла, була підвищена заробітна плата та інші пільги, тому продуктивність тваринництва була високою.
Підвищувався і інтелектуальний рівень села. Збільшилася кількість інженерів та головних спеціалістів колгоспу. Особливо велика кількість була спеціалістів середньої ланки. Наприклад, кожний ветлікар мав спеціальну освіту, в основному навчалися в Новомосковському радгоспі-технікумі, а також в Дніпропетровському сільськогосподарському інституті(сучасна Аграрна академія).

### Кінець 80-х і теперішній час
Новий етап розвитку села пов'язаний з горбачовською перебудовою був ознаменований появою оренди в тваринництві, і хоч орендатори користувалися старою схемою, яка збагачувала і верхівку села, але на початку особливістю її було те, що в ній брали участь не тільки чужі люди, але і жителі села.
Формувалися цілі колективи орендаторів, що збагачувались на вирощуванні молодняка великої рогатої худоби. Пізніше на початку 90-х частина цих людей стануть фермерами. Колгосп з боржника державі стає одним з найбагатіших серед колгоспів району, він один з деяких, що мав і валютний рахунок за величезні врожаї 1989—1991 років. З літа 1991 року ці рахунки зникають, з колгоспу мільйонера він перетворюється на боржника. Постійний ріст цін призводить до збитковості с/г виробництва. Починається вільна трактовка, на користь верхівки, закону про оренду і на зміну одним орендаторам приходять «свої», що за рахунок колгоспної техніки та безкоштовної праці колгоспників та бомжів (люмпенів) накопичують, а дехто уже і реалізує первісний капітал, списується багато сільгосп техніки, яка переходить у приватні руки, процвітає окозамилення та прямий обман простих трудівників. Реакцією на це є збільшення кількості та об'єму крадіжок, невиплата заробітної плати. Кланові структури, що мають капітал починають прибирати до своїх рук керівні посади, або самі, або через підставних осіб, з одного боку розмивається і так нетривкий середній клас з іншого боку формується сільська буржуазія. В 1996 році утворюється на базі колгоспу ЗАТ ім Шевченка. З одного боку цей процес призводить хоч до деякого правового захисту інтересів рядових колгоспників, з іншого-скріплює можливості керівної ланки до маніпуляції майновими паями колгоспників, які працюють, як акції для фірм, що «спонсорують», а точніше починають скупляти матеріальні цінності за безцінь. Оцінювати життя 1991—1998 років неможливо без оцінки державної політики.
В 1992 році Дніпропетровська обласна рада рішенням від 9 липня 1992 року у Павлоградському районі уточнила назву Кочеріжківської сільради на Кочережківську.
З 1993 року в селі починають офіційно організовуватися фермерські господарства. Одним з перших було сучасне господарство «Ставки» — Грунського І. В., та Шевели В. О., господарство «Шевела», про цей час засвідчують спогади Шевели В. О. : «…Мій шлях до фермерства починався з праці в колгоспі ім. Шевченка. Після закінчення Новомосковського технікуму, я працював ветлікарем в колгоспі. На початку 90-х років зайнявся розширенням свого домашнього господарства за рахунок вирощування крупної рогатої худоби та свинарства накопив первісний капітал, купив списаний трактор і взяв в оренду разом з Грунським І. В. землю на бувшому хуторі Ставки (10 га.) в довічне користування рекультивував цю землю і в 1994 році користуючись законом про фермерське господарство розширив своє володіння до 50 га. Після розпаювання землі частина колгоспників передала мені свої паї, розширив технічний парк — купив комбайн, а потім почав будувати гараж для техніки та склад для зерна.
У 2000 році частина колгоспників знову віддала паї, і я розширив своє господарство. Спочатку працювали в господарстві тільки члени моєї сім'ї, а зараз надаю робочі місця і тим людям чиї паї знаходяться в моєму користуванні. На відміну від інших землекористувачів видав швидко своїм землекористувачам акти на землю, та договори оренди».
У 2007 році Кочережківська сільська рада стала переможцем обласного конкурсу проектів та програм розвитку місцевого самоврядування. Назва проекту «Інноваційні методи в сфері охорони материнства та дитинства в умовах сільського фельдшерсько-акушерського пункту — крок до амбулаторії сімейної медицини». Результатом впровадження проекту стало покращення надання первинної медико-санітарної допомоги населенню Кочережківської сільської ради. Проведено капітальний ремонт та будівництво водопостачання фельдшерсько-акушерського пункту № 1 села Кочережки на суму 122 тис.грн.

## Соціальна сфера

### Заклади соціально-культурної сфери

#### Освітні заклади (школа, дитсадок, інше)
- Кочерезький навчально-виховний комплекс: школа-дитячий садок

#### Заклади охорони здоров'я
- Фельдшерсько-акушерський пункт № 1
- Фельдшерсько-акушерський пункт № 2

### Культурні заклади (клуб, бібліотека, музична школа, інше)
- Народний Дім
- Сільська бібліотека
- Філія Павлоградської музичної школи
- Дитячий майданчик

## Економіка села
- ТОВ «Агро-Самара»
- Ф/Г «Ставки»
- Ф/Г «Шевела»
- Ф/Г «Григоренко»
- ПП АФ «Прогрес»
- ПП АФ « Старт»
- ПП АФ «РосЛАн»

## Пам'ятки
- Поблизу Кочережок розташовані: ландшафтний заказник місцевого значення В'язівоцький, ботанічні пам'ятки природи місцевого значення Високопродуктивні насадження сосни звичайної і Вікові дуби, а також гідрологічна пам'ятка природи місцевого значення Чиста криниця.
- На території сільської ради, за межами населених пунктів, розташовані понад 50 історико-культурних пам'яток — курганів. В центрі села стоїть меморіал воїнам, які загинули в роки Німецько-радянської війни, і пам'ятник Тарасу Шевченку.

## Видатні особи
Видатними особистостями села є місцевий поет і прозаїк — Живага Федот Корнійович та художник і столяр Дубовой Анатолій Тимофійович.
- Руфімський Олексій В'ячеславович (1968-2017)  — доброволець ДУК ПС, учасник російсько-української війни.[7]

## Цікаві факти
Біля села розташовані козацькі підземні ходи. В них місцеве населення перечікувало набіги кочівників. Крім того, вони мають дивовижну властивість: підліток, що заблукав у такий печері, добре чув над собою всі розмови людей, які його шукали, а ось його крики на поверхні чутні не були.